# آلوپسی توتالیس
آلوپسی توتالیس ریزش تمام موهای سر و صورت است. علل آن نامشخص است، اما اعتقاد بر این است که خود ایمنی است. تحقیقات نشان می‌دهد که ممکن است یک جزء ژنتیکی با ایجاد آلوپسی توتالیس مرتبط باشد. وجود DRB1*0401 و DQB1*0301، که هر دو آنتی‌ژن‌های لکوسیت انسانی (HLA) هستند، با آلوپسی توتالیس طولانی‌مدت مرتبط هستند.
1. ↑  Colombe, Beth W.; Lou, Calvin D.; Price, Vera H. (December 1999). "The Genetic Basis of Alopecia Areata: HLA Associations with Patchy Alopecia Areata Versus Alopecia Totalis and Alopecia Universalis". Journal of Investigative Dermatology Symposium Proceedings. 4 (3): 216–219. doi:10.1038/sj.jidsp.5640214. ISSN 1087-0024. PMID 10674369.